# Авокадо
Авокадото (Persea americana) e растение от семейство лаврови. Произхожда от Централна Америка и е познато от над 8000 години на ацтеките и маите. Названието му (ahuacatl) идва от езика нахуатъл, което в превод означава тестиси, поради приликата на плода с този анатомичен орган. Растението е донесено в Европа от испанците през 17 век. Днес най-големите производители на авокадо са Мексико, Индонезия, САЩ, Бразилия и Колумбия. Големи плантации с авокадо има и в Европа – в Испания и на Корсика.
Дървото вирее във влажни тропически гори и достига височина от около 15 m. Плодът обикновено тежи около 150 – 250 g, но има и сортове с по-едри плодове (до 1 kg), а също и миниатюрни разновидности. Цветът е зелен или кафяво-зелен. Вътрешността съдържа една семка, но често се бърка с костилка поради големината ѝ. Плодът узрява едва след като бъде откъснат от дървото.
Най-популярните сортове авокадо в Европа са „Фуерте“ и „Хас“, като първият се намира от дълги години на пазара в Западна Европа. Авокадо от сорта „Хас“ намира от скоро все по-голямо място на стария континент. „Фуерте“ произлиза първоначално от два сорта авокадо – мексикански и гватемалски. „Фуерте“ са по-големи от „Хас“ и достигат тегло до 400 g и издържат на по-ниски температури при складиране (4 – 6 °C).
Авокадото е плод, богат на минерали и витамини. Богат е на витамините А, С и Е. Съдържа много повече протеини отколкото другите плодове. Полезен е за сърцето и предпазва кръвоносните съдове от запушване. Има антиоксидантно действие. Спомага за изхвърлянето на токсините от организма. Също понижава и високия холестерол. Авокадото е плод, който съдържа желязо, и е много подходящ за болни от анемия. Препоръчва се и като храна за бременни и деца, поради голямото количество витамини, минерали и протеини. Енергийната стойност на 100 g авокадо е почти 165 калории. Друго приложение на авокадото можем да намерим и в козметиката, където се използва под формата на маски, най-подходящи за суха кожа. Маслото от авокадо помага при екземи и витилиго, както се използва и в различни козметични кремове за лице, шампоани и душ-гелове.
| №  | Държава                    | Количество   | %     |
| -- | -------------------------- | ------------ | ----- |
| 1  | Мексико                    | 2 442 944,64 | 28,13 |
| 2  | Колумбия                   | 979 617,72   | 11,28 |
| 3  | Перу                       | 777 095,96   | 8,95  |
| 4  | Индонезия                  | 669 260,46   | 7,71  |
| 5  | Доминиканска република     | 634 368,16   | 7,3   |
| 6  | Кения                      | 416 802,72   | 4,8   |
| 7  | Бразилия                   | 300 894      | 3,46  |
| 8  | Хаити                      | 248 135,12   | 2,86  |
| 9  | Виетнам                    | 212 977      | 2,45  |
| 10 | Чили                       | 169 031,26   | 1,95  |
| 11 | Израел                     | 165 000      | 1,9   |
| 12 | Етиопия                    | 152 505,49   | 1,76  |
| 13 | САЩ                        | 136 750      | 1,57  |
| 14 | Гватемала                  | 136 475,56   | 1,57  |
| 15 | Венецуела                  | 131 530,71   | 1,51  |
| 16 | Китай                      | 124 780      | 1,44  |
| 17 | Испания                    | 116 770      | 1,34  |
| 18 | Малави                     | 93 872,16    | 1,08  |
| 19 | Австралия                  | 85 986,23    | 0,99  |
| 20 | Република Южна Африка      | 82 677       | 0,95  |
|    | Общо световно производство | 8 685 672,44 | 100   |